# Даурова-Сланова, Зоя Николаевна
Зоя Николаевна Даурова-Сланова (творческий псевдоним Даура, 1935—2020) — осетинская поэтесса, писательница, собирательница народного фольклора. Заслуженный работник культуры Северо-Осетинской АССР (1978).

## Биография
Зоя Николаевна Даурова-Сланова родилась 20 июня 1935 года в североосетинском селе Кобан. Среди её предков — прадед Гаха Сланов (1836—1924), известный осетинский сказитель нартского эпоса. Возможно, это сыграло роль в её собственном увлечении родным языком и фольклором.
Окончила Театральное училище им. Щукина, вернувшись в Северную Осетию, работала в Республиканском доме народного творчества и театре кукол «Саби». Позднее окончила Высшие курсы сценаристов и режиссёров в классе Сергея Образцова.
В течение 22 лет преподавала в открытой ею школе осетинского языка «Хӕзнадон» («Сокровищница») по ею же разработанной методике. Её усилиями был организован выпуск полной электронной версии нартского эпоса, озвученной ведущими артистами Северо-Осетинского театра.
Публикации стихотворений и рассказов начала в 1970-е годы, «раскрывшись новой гранью своего таланта».

## Сборники стихотворений
- Курдиатгур (В поисках таланта)
- Сӕдӕйысӕр (Вершина сотни)
- Азӕлд (Отзвуки)
- Фӕрдыг (Бусинка)
- Дуджы улӕфт (Дыханье века)